# المسيحية في الغابون

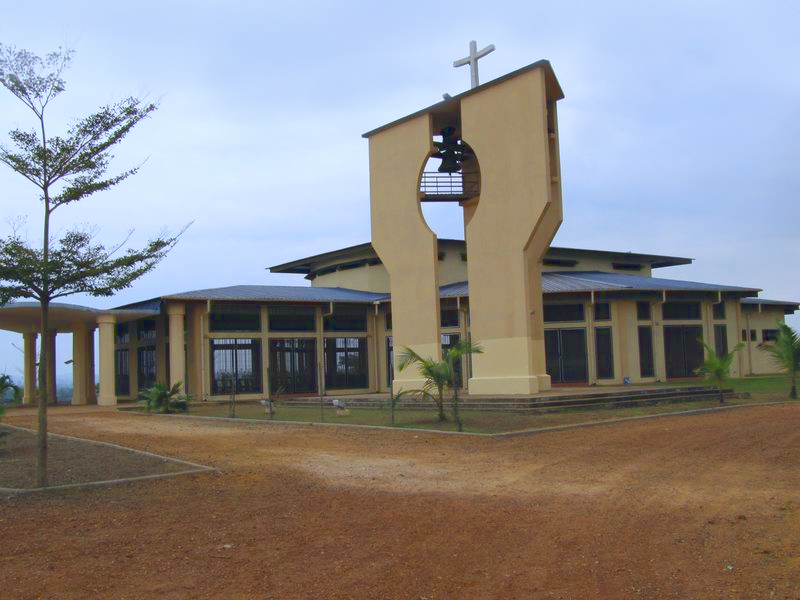
كاتدرائية سانت جان لابوتر في مدينة مويلا.

المسيحية في الغابون هي الديانة السائدة والمهيمنة، وبحسب كتاب حقائق العالم عام 2012 حوالي 82% من مجمل سكان جمهورية الغابون هم مسيحيين. تتصدر الكنيسة الرومانية الكاثوليكية مقدمة كبرى الطوائف المسيحية في الجمهورية فحوالي 42.3% من سكان جمهورية الغابون هم رومان كاثوليك، في حين أن حوالي 27.4% من السكان هم أتباع طوائف مسيحية مختلفة، وحوالي 12.3% من السكان من البروتستانت.

## تاريخ

### الحقبة الإستعمارية

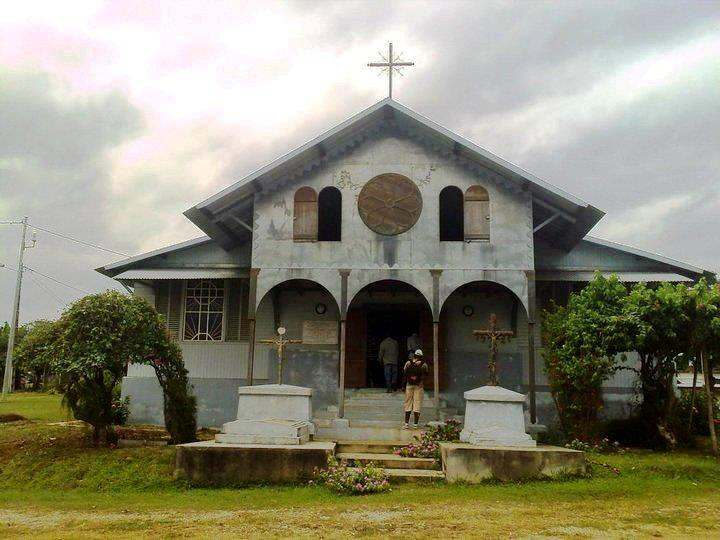
الإرساليَّة الكاثوليكيَّة في مدينة ناطوم.

وصلت المسيحية إلى أراضي الغابون لأول مرة عبر التجار البرتغاليين في أوائل القرن السادس عشر. وأقام الرهبان الكبوشيين الإيطاليين بعثات مسيحية في القرن السابع عشر. انتهى التعاون بين المبشرين البرتغاليين والرهبان الإيطاليين في القرن الثامن عشر، وقام المسؤولون البرتغاليون بطرد الرهبان الكبوشيين في عام 1777. ووصلت بعثات جديدة مثل بعثة القلب الأقدس والروح القدس، فضلاً عن البعثات البروتستانتية القادمة من أوروبا في منتصف القرن التاسع عشر. وقد نمت الكنيسة الكاثوليكية مع الجهود الإستعماريَة البرتغاليَة في القرن الثامن عشر، لتصبح واحدة من كبرى الطوائف الدينية في البلاد بحلول عام 1900. مع بداية الحكم الإستعماري الفرنسي، وصلت البعثات المسيحية من باريس بين عام 1890 وعام 1960. وكان جان ريمي بيسيو، من رهبنة الروح القدس أول مبشر كاثوليكي فرنسي في البلاد، وقدم للبلاد في النصف الأول من القرن التاسع عشر. في عام 1863 تأسست النيابة الرسولية في الجابون، وفقط بعد عام 1878 بدأ التبشير التبشيري في المناطق النائيَة. وفي عام 1899 تم ترسيم أول كاهن في الغابون. في عام 1958 أصبحت الغابون مقاطعة كنسي، مع كرسي متروبولي مستقلة في العاصمة ليبرفيل.

### الاستقلال والوضع الحالي
وفي عام 1961 عقب استقلال البلاد تم تعييم الأسقف الأول المحلي للغابون. وفي عام 1982 فام البابا يوحنا بولس الثاني بزيارة رعوية للبلاد. وفي 12 ديسمبر من عام 1997 وقع الكرسي الرسولي وجمهورية الجابون على اتفاق حول المبادئ وبعض الأحكام القانونيَّة المتعلقة بعلاقتهما وتعاونهما. ويتوزع كاثوليك البلاد على خمسة أبرشيات وأسقفية إلى جانب نيابة رسوليَّة. ومنذ منتصف القرن العشرين شهدت الكنائس الإنجيلية نمواً ملحوظاً. وعلى الرغم من كون غابون دولة ذات أغلبية مسيحية، إلا أن عمر بونجو الرئيس الثاني للغابون قاد الغابون للانضمام إلى منظمة التعاون الإسلامي في عام 1974. بعد انتهاء السلطة السياسية لبونجو في عام 1991، بعد مزاعم غن فساد والمحسوبية تلاها ثورة شعبية، عادت غابون من نظام الحزب الواحد إلى نظام التعددية الحزبية. وفي 3 فبراير عام 2016، منحت جمهورية الغابون الاعتراف الرسمي للكنيسة الأرثوذكسية المحليَّة، بما في ذلك خطط لبناء الكنيسة الأرثوذكسية الأولى في العاصمة ليبرفيل.

## الحضور في المجتمع

### التعليم
وجدت دراسة الدين والتعليم حول العالم قامت بها مركز بيو للأبحاث عام 2016 أنَّ المسيحيون يتفوقون تعليميًا في الغابون على المسلمين حيث أنَّ حوالي 8% من المسيحيين الغابونيين غير حاصلين على تعليم رسمي مقابل 40% من المسلمين الغابونيين، وعزا بعض علماء الاجتماع ذلك إلى جوانب تاريخية مثل الأنشطة التبشيرية المسيحية خلال فترات الاستعمار الغربي، ويشير روبرت د. ودبيري عالم اجتماع في جامعة بايلور أن للمُبشرين البروتستانت في أفريقيا «كان لهم دور فريد في نشر التعليم الشامل» بسبب الأهمية الدينية لدراسة وقراءة الكتاب المقدس، حيث قام المُبشرين في ترجمة الكتاب المقدس للغات المحليَّة وفي إنشاء المدارس لتعزيز معرفة القراءة والكتابة، ويشير ناثان نان أستاذ الاقتصاد في جامعة هارفارد أنَّ التعليم «هو المكافأة الرئيسية قبل المبشرين لجذب الأفارقة للمسيحية». كما وشجع المبشرين البروتستانت على تعليم المرأة ومحو الأمية بين النساء.